# عزیزم بیرون سرده
«عزیزم بیرون سرده» (به انگلیسی: Baby, It's Cold Outside) ترانه‌ای از هنرمند اهل آمریکا فرانک لسر است. لسر این اثر را در سال ۱۹۴۴ منتشر کرد، ولی شهرت جهانی این ترانه در سال ۱۹۴۹ و پس از انتشار فیلم دختر نپتون بود که شامل این آهنگ نیز می‌شد. پس از انتشار این فیلم، لسر برندهٔ جایزه اسکار بهترین ترانه در بیست و دومین دوره جوایز اسکار شد. این ترانه به‌دلیل حس و حال «زمستانی»اش یکی از شناخته‌شده‌ترین آثار موسیقی کریسمس است.
خوانندگانی چون ایدینا منزل، مایکل بوبله، زک برف، دونالد فایسون، سیلو گرین، جسیکا سیمپسون و … هم این اثر را خوانده‌اند.
این ترانه یک دوخوانی است که در آن «گرگ» (معمولاً خوانندهٔ مرد) و «موش» (معمولاً خوانندهٔ زن) به صورت یک خط در میان با یکدیگر بحث می‌کنند و با اینکه هر دو می‌خواهند «شب ادامه یابد»، موش پیاپی بهانه می‌آورد که «باید به خانه برگردد» و گرگ پیاپی پاسخ بهانه‌های او را می‌دهد.
ار سال ۲۰۰۹ و به‌ویژه در جریان جنبش من هم، برخی متن این ترانه را به دلیل «عدم توجه به رضایت جنسی» مورد نقد قرار داده‌اند، که خود این نقدها موجب واکنش افکار عمومی علیه نزاکت سیاسی شده است، به شکلی که تعداد دانلودهای آن در دسامبر ۲۰۱۸ به مقدار ۷۰ درصد افزایش یافت و این آهنگ را در لیست ده آهنگ محبوب مجلهٔ بیلبورد قرار داد.
سید قطب، نویسندهٔ مصری اخوان المسلمین هم این ترانه را در سال ۱۹۴۸ به دلایل دیگر به شدت مورد انتقاد قرار داده بود. به گفتهٔ او این ترانه «نماد فساد فرهنگی غرب» است.